# Théodore Jules Joseph Cazot
Théodore Jules Joseph Cazot [ejtsd: kazó] (Alès, 1821. február 11. – Saint-Hilaire-de-Brethmas, 1912. november 27.) francia ügyvéd, politikus.

## Élete
Párizsban tanult jogot és később mint ügyvéd több politikai perben szerepelt. 1848-ban szülőföldjén a köztársasági eszmék szószólója volt. Az 1851-es államcsíny ellen emelt óvása miatt Montpellier-be száműzték. 1859-től ügyvéd volt Nîmes-ben és a császárság ellen szavazott. 1870. szeptember 4-e után Gambetta belügyminiszteri vezértitkárrá nevezte ki, majd pedig mint helyettesét Tours-ba küldte. 1871. július 2-án szülőföldjén beválasztották a nemzetgyűlésbe, ahol a köztársasági párthoz csatlakozott, 1875-ben örökös szenátor lett. 1879 végével, Philippe Le Royer lemondása után, Charles de Freycinet az igazságügyi tárcát bízta rá, azon feladattal, hogy a bírói kart a monarchikus és klerikális elemektől megtisztítsa; ezen állásában megmaradt Jules Ferry és Gambetta alatt is egészen 1882-ig. 1883-ban a legfelsőbb törvényszék elnökévé nevezték ki, mely állásáról azonban csalárd üzelmekben való részvétele miatt, már 1884. november 14-én kénytelen volt lemondani.